# Australasian Championships 1907
Gli Australasian Championships 1907 (conosciuto oggi come Australian Open) sono stati la 3ª edizione degli Australasian Championships e terza prova stagionale dello Slam per il 1907. Si è disputato dal 18 al 24 agosto 1907 su campi in erba a Brisbane in Australia. 
Il singolare maschile è stato vinto dall'australiano Horace Rice, che si è imposto sul neozelandese Harry Parker in tre set. Nel doppio maschile si è imposta la coppia formata da Bill Gregg e Harry Parker. 
Non si sono giocati i tornei femminili e il doppio misto che saranno introdotti nel 1922.

## Risultati

### Singolare maschile
Horace Rice ha battuto in finale  Harry Parker con il punteggio di 6–3, 6–4, 6–4.

### Doppio maschile
Bill Gregg /  Harry Parker hanno battuto in finale  Horace Rice /  George Wright con il punteggio di 6–2, 3–6, 6–2, 6–2.